# Джачинто Факети
Джачинто Факети (на италиански: Giacinto Facchetti) е италиански футболист, защитник.
Роден е на 18 юли 1942 град в Тревильо. Починал на 4 септември 2006 г. в Милано.

## Кариера
Играе в „Тревилиезе“ от 1956 до 1959 г., като юноша, а професионалната му кариера започва и завършва в „Интер“ от 1960 до 1978 г. Шампион през 1963, 1965, 1966 и 1971 г., носител на купата през 1978 г. Носител на КЕШ и Междуконтиненталната купа през 1964 и 1965 г. Финалист за КЕШ през 1967 и 1972 г. Има 634 мача и 75 гола в първенството, които го правят най-резултатният защитник за всички времена в Италия. Има 94 мача (70 като капитан) и 3 гола в националния отбор, където дебютира на 27 март 1963 г. срещу Турция 1:0 в Истанбул, последен мач на 16 ноември 1977 г. срещу Англия 0:2 в Лондон. Участва на СП-66, ЕП-68 (първо място, капитан), СП-70 (второ място, капитан) и СП-74. Футболист № 1 на Италия през 1968 г. Футболист № 2 в Европа през 1965 г. Включен в отбора на ФИФА за прощалния мач на Лев Яшин през 1971 г. През Март 2004 г. е назован от Пеле за един от най-великите 125 живи футболисти в Света. Носител на приза на ЮНЕСКО „Пиер дьо Кубертен“ през 1981 г. Като ляв атакуващ бранител прави революция с авангардните за времето си включвания в нападение, като нерядко бележи и голове. Пример за универсален играч във футбола. Една от легендите на „Интер“ в най-славния период на клуба, известен на привържениците, като ерата на „Великият Интер“. Освен като изключителен футболист и ръководител, Джачинто ще бъде запомнен и като истински джентълмен – заради неговия характер, феърплей и лидерски умерния, който го правят природно роден талант и капитан, както на Интер, така и на Италия. Получавал е червен картон само веднъж, при това за саркастично аплодиране на рефера.
По-късно е клубен мениджър, отговарящ за връзките с обществеността. От януари 2004 г. е президент на „Интер“. След неговата смърт, ръководството на Интер оттегля фланелката с номер 3 в чест на легендата, като последния футболист имал привилегията да я носи е Николас Бурдисо.
| Капитани на ФК Интер | Капитани на ФК Интер      | Капитани на ФК Интер |
| -------------------- | ------------------------- | -------------------- |
| Предшественик        | Период                    | Наследник            |
| Сандро Мацола        | Джачинто Факети 1977-1978 | Грациано Бини        |